# بيجورد (كوهباية)
بيجورد (بالفارسية: بیجورد) هي قرية تقع في إيران في قسم كوهبایة الريفي. يقدر عدد سكانها بـ 446 نسمة بحسب إحصاء 2016.